# Notholca michiganensis
Notholca michiganensis är en hjuldjursart som beskrevs av Stemberger 1976. Notholca michiganensis ingår i släktet Notholca och familjen Brachionidae. Inga underarter finns listade i Catalogue of Life.